# أكتافس

الشعار السابق

أكتافس (بالإنجليزية: Actavis Generics)‏ هي شركة دوائية عالمية تركز على تطوير وتصنيع وتسويق الأدوية الأصلية والأدوية المكافئة والأدوية المتاحة بدون وصفة والمستحضرات الدوائية الحيوية.
تسوق الشركة أدويتها في أكثر من 100 دولة. يقع مقر الشركة في دبلن، أيرلندا، كما يوجد مقر آخر في بارسيباني تروي هيلز، نيوجيرسي في الولايات المتحدة.
استحوذت شركة ألرغان على أكتافس، لتقوم بتغيير اسمها في 15 يونيو 2015 باستثناء أسواق الولايات المتحدة وكندا وأسواق أخرى التي أبقت على استعمال اسم أكتافس فيها. وفي يوليو 2015، أعلنت شركة ألرغان عن بيع قسم الأدوية المكافئة إلى تيفا بصفقة بلغت قيمتها 40.5 مليار دولار.

## المنتجات
تقسم منتجات أكتافس إلى أقسام رئيسية هي التخدير والجلدية والجراحة التجميلية والعصلية والعناية بالعينين وصحة المرأة والمجاري البولية والجهاز الهضمي والتليف الكيسي والأمراض القلبية الوعائية والأمراض المعدية.
أما منتجات الشركة فتضم:
- بوتوكس[8]
- ماميندا
- ريستاسيس[9]
- لينزس
- بيستوليك[10]
- Juvederm[11]
- لاتيس[12]
- Lo Loestrin Fe
- إستراس
- تفلارو
- دالفانس
- أوزوردكس[13]
- Optive,[14]
- Natrelle,[15]
- فييبريد
- ليليتا
- سافريس[7]
- إنابلكس
- أكتونل
- أندورديرم
- جلنيك

وأدوية أخرى.